# Leonardo García-Alarcón
Pour les articles homonymes, voir García et Alarcon.
Leonardo García-Alarcón, né le  5 août 1976 à La Plata, est un chef d'orchestre argentin, spécialisé en musique baroque,,,.

## Biographie
Leonardo García-Alarcón a confié à Télérama : « Sans Bach, je ne serais pas musicien. J'étais, à huit ans, si bouleversé d'avoir entendu cette musique que je n'en ai pas parlé à mon père pendant deux mois. Mon premier acte d'indépendance fut de lui dire " Papa, j'aime la musique d'un homme qui s'appelle Juan Sebastian Batch (sic). " »
Il étudie le clavecin et l'orgue.  Après avoir étudié le piano en Argentine, Leonardo García-Alarcón s’installe en Europe en 1997 et intègre le Conservatoire de Genève dans la classe de la claveciniste Christiane Jaccottet. Il est pendant de nombreuses années, assistant de Gabriel Garrido, avant de fonder en 2005 son propre ensemble, Cappella Mediterranea, avec lequel il a donné des concerts dans de nombreux festivals, en particulier au Festival d'Ambronay. À la suite de la représentation de Il diluvio universale de Michelangelo Falvetti (1642–1692), il reçoit la médaille de citoyen d'honneur d'Ambronay. Le disque enregistré à cette occasion, remporte le Diapason d'or du mois d'octobre 2011 .
Leonardo García-Alarcón enseigne au Conservatoire de Genève et effectue en parallèle des recherches sur le jeu de la basse continue au XVIIe siècle. Il reprend la direction artistique du Chœur de chambre de Namur en 2010, période prolongée pour une durée de quatre ans, début 2014.
Il partage également la direction de l'Ensemble Clematis, avec la violoniste Stéphanie de Failly.
En juillet 2013, il dirige, avec son ensemble Cappella Mediterranea, Elena (en) (1659), de Francesco Cavalli (1602-1676), dramma per musica en un prologue et trois actes sur un livret de Giovanni Faustini, avec notamment Emőke Baráth (Elena / Venera) et Valer Barna-Sabadus (Menelao) au Théâtre du Jeu de Paume, dans le cadre du Festival international d'art lyrique d'Aix-en-Provence.
Leonardo García-Alarcón est le parrain de l'association IRIS, une association qui soutient les familles de patients atteints de déficit immunitaire primitif. Ces personnes sont particulièrement sensibles aux maladies infectieuses et le pronostic vital est parfois en jeu.
En 2019, il dirige, toujours avec son ensemble Cappella Mediterranea, Médée de Marc-Antoine Charpentier, mise en scène de David McVicar, au Grand Théâtre de Genève. L'année suivante, il monte sur scène l'opéra baroque de Luigi Rossi, Le Palais enchanté, à l'Opéra de Dijon. En mars 2022, il dirige au même endroit Atys de Jean-Baptiste Lully mis en scène par Angelin Prejlocaj en co-production avec l’Opéra royal de Versailles.
Leonardo García-Alarcón est chevalier de l’ordre des Arts et des Lettres.
On le découvre comme compositeur dans La Passione di Gesù qui a été créée le 23 septembre 2022 en l’Abbatiale d’Ambronay dans le cadre du Festival d’Ambronay,.
En 2025, il est nommé "artiste de l'année" aux International Classical Music Awards, prix qu'il reçoit à la Tonhalle de Düsseldorf le 19 mars.

## Distinctions
- 2011 : Octaves de la musique classique
- 2012 : Octaves de la musique : prix du concert de l'année
- 2013 : Grand Prix Antoine Livio de la Presse musicale internationale
- 2025 : "Artiste de l'année" aux International Classical Music Awards[15]

## Discographie sélective
- Claudio Monteverdi : L'Orfeo, Valerio Contaldo, Mariana Flores, Giuseppina Bridelli, Ana Quintans, Chœur de chambre de Namur & Cappella Mediterranea - Alpha, 2021
- Georg Friedrich Haendel : Samson, Chœur de chambre de Namur & Millenium Orchestra, Leonardo García-Alarcón - Ricercar, 2019 (enregistrement public)
- Jean-Baptiste Lully : Dies Irae, De Profundis, Te Deum, Chœur de chambre de Namur & Millenium Orchestra, Leonardo García-Alarcón - Alpha, 2019
- Alessandro Scarlatti : Passio Secundum Johannem, Chœur de chambre de Namur & Millenium Orchestra, Leonardo García-Alarcón - Ricercar, 2017
- « Sogno Barocco », avec Anne Sofie von Otter, Sandrine Piau, Cappella Mediterranea, Leonardo García-Alarcón - NAÏVE
- Michelangelo Falvetti : Il diluvio universale, Chœur de chambre de Namur & Cappella Mediterranea, Leonardo García-Alarcón - Ambronay, 2011 (enregistrement public)
- Il Nabucco, Chœur de chambre de Namur & Cappella Mediterranea, Leonardo García-Alarcon - Ambronay, 2013
- Matheo Romero : Romerico Florido, Ensemble Clematis & Cappella Mediterranea, Leonardo García-Alarcón - Ricercar - RIC308, 2010
- Henry Purcell : Dido and Æneas, La Nouvelle Ménestrandie & Cappella Mediterranea, Leonardo García-Alarcón Ambronay - AMY022, 2010
- Barbara Strozzi : Virtuosissima Compositrice Madrigals 1644, Cappella Mediterranea, Leonardo García-Alarcón - madrigaux par Barbara Strozzi, Isabella Leonarda et Antonia Bembo, Ambronay - AMY020
- Girolamo Frescobaldi : Il Regno d’Amore, Ensemble Clematis, Leonardo García-Alarcón Ricercar - RIC300
- Georg Friedrich Haendel : Judas Maccabaeus HWV 63, enregistré à l'abbaye d'Ambronay, au cours du festival d'Ambronay, Chœur de Chambre de Namur & Orchestre baroque Les Agrémens, Leonardo García-Alarcón - Ambronay - AMY024
- Carlo Farina : Capriccio Stravagante & Sonate, Stéphanie de Failly (violon), Ensemble Clematis, Leonardo García-Alarcón Ricercar - RIC285
- Peter Philips, Motets & Madrigaux, Cappella Mediterranea, Leonardo García-Alarcón, Ambronay - AMY015
- Antonio de Salazar, Felipe Madre de Deus : Maestros Andaluces en Nueva España, Cappella Mediterranea, Leonardo García-Alarcon, Almaviva, 2004
- Carolus Hacquart : Cantiones & Sonate, Ensemble Clematis, Céline Scheen (soprano), Stephan Van Dyck (ténor), Dirk Snellings (basse), direction Leonardo García-Alarcón et Stéphanie de Failly